# Prvenstvo Zagrebačkog nogometnog podsaveza 1923./24.

Prvenstvo Zagrebačkog nogometnog podsaveza 1923./24. bilo je peto po redu nogometno natjecanje u organizaciji Zagrebačkog nogometnog podsaveza. Natjecanje je započelo 23. rujna 1923. godine, a završilo u kolovozu 1924. godine. Prvak je izborio izravni plasman na državno prvenstvo 1924.

## I.A razred
| mj | naziv kluba | uta | pob | neo | izg | pop | pri | bod |
| -- | ----------- | --- | --- | --- | --- | --- | --- | --- |
| 1. | Građanski   | 8   | 8   | 0   | 0   | 48  | 4   | 16  |
| 2. | HAŠK        | 8   | 5   | 2   | 1   | 24  | 12  | 12  |
| 3. | Concordia   | 8   | 3   | 1   | 4   | 17  | 17  | 7   |
| 4. | Šparta      | 8   | 2   | 1   | 5   | 9   | 24  | 5   |
| 5. | Tipografija | 8   | 0   | 0   | 8   | 4   | 42  | 0   |

- Građanski je izborio plasman u završnicu državnog prvenstva
- Tipografija je ispala u I.B razred

## I.B razred
- Prvak I.B razreda je Željezničar koji je izborio I.A razred za sezonu 1924./25.

## Prvaci
Građanski iz Zagreba:  Dragutin Vrđuka, Vilim Vokaun, Fritz Ferderber, Jaroslav Šifer, Josip Polić, Marijan Golner, Zlatko Kersting, Gustav Remec, Rudolf Rupec, Viktor Gotz, Dragutin Bažant, dr. Rudolf Hitrec, Dragutin Babić, Stjepan Pasinek, Dragutin Vragović, Antun Pavleković, Emil Perška, Franjo Mantler, Miroslav Arnold (treneri: Arthur Gaskell i Franjo Mantler)